# Enzesfeld-Lindabrunn
Enzesfeld-Lindabrunn je  obec v rakouské spolkové zemi Dolní Rakousy, v okrese Baden. Obec leží  nedaleko hranice země s Maďarském, na úpatí východních výběžků vápencových Alp, při okraji Vídeňské pánve. Obec vznikla k 1. lednu 1970 administrativním sloučením dvou obcí, které má v názvu. K 1. lednu 2022 zde žilo 4188 obyvatel.

## Historie

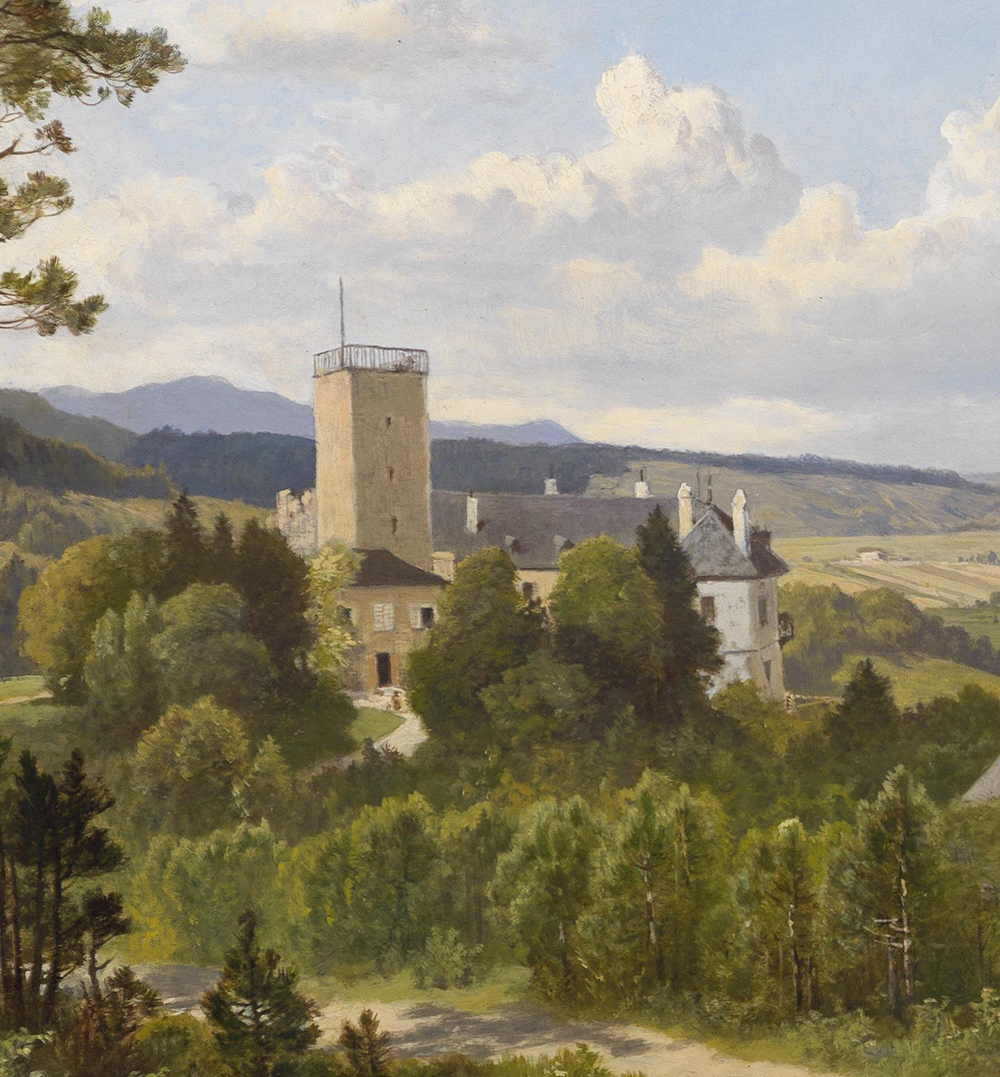
Hrad Enzesfeld na obraze Leopolda Munchese, kolem 1888

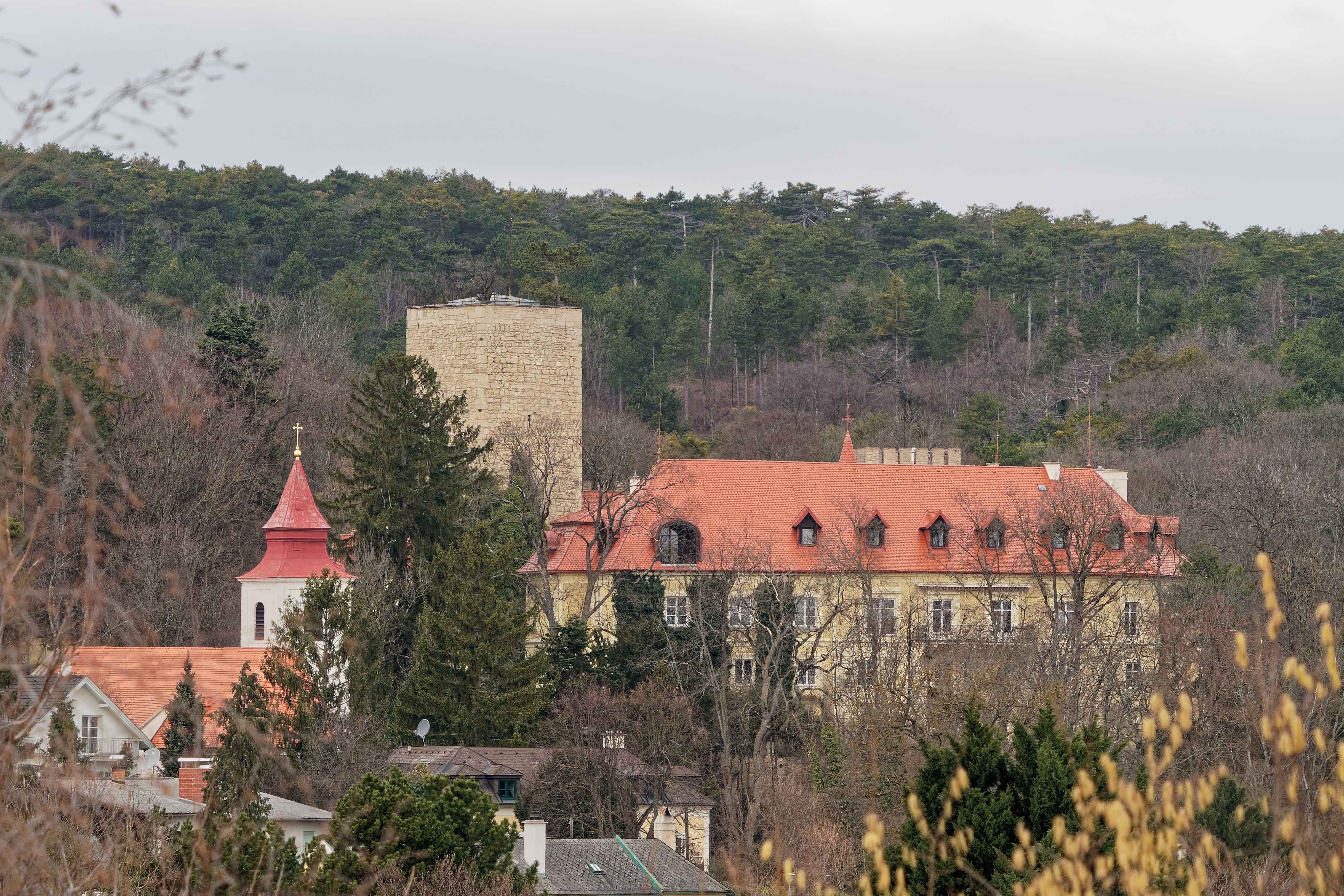
Zámek Enzesfeld a věž farního kostela

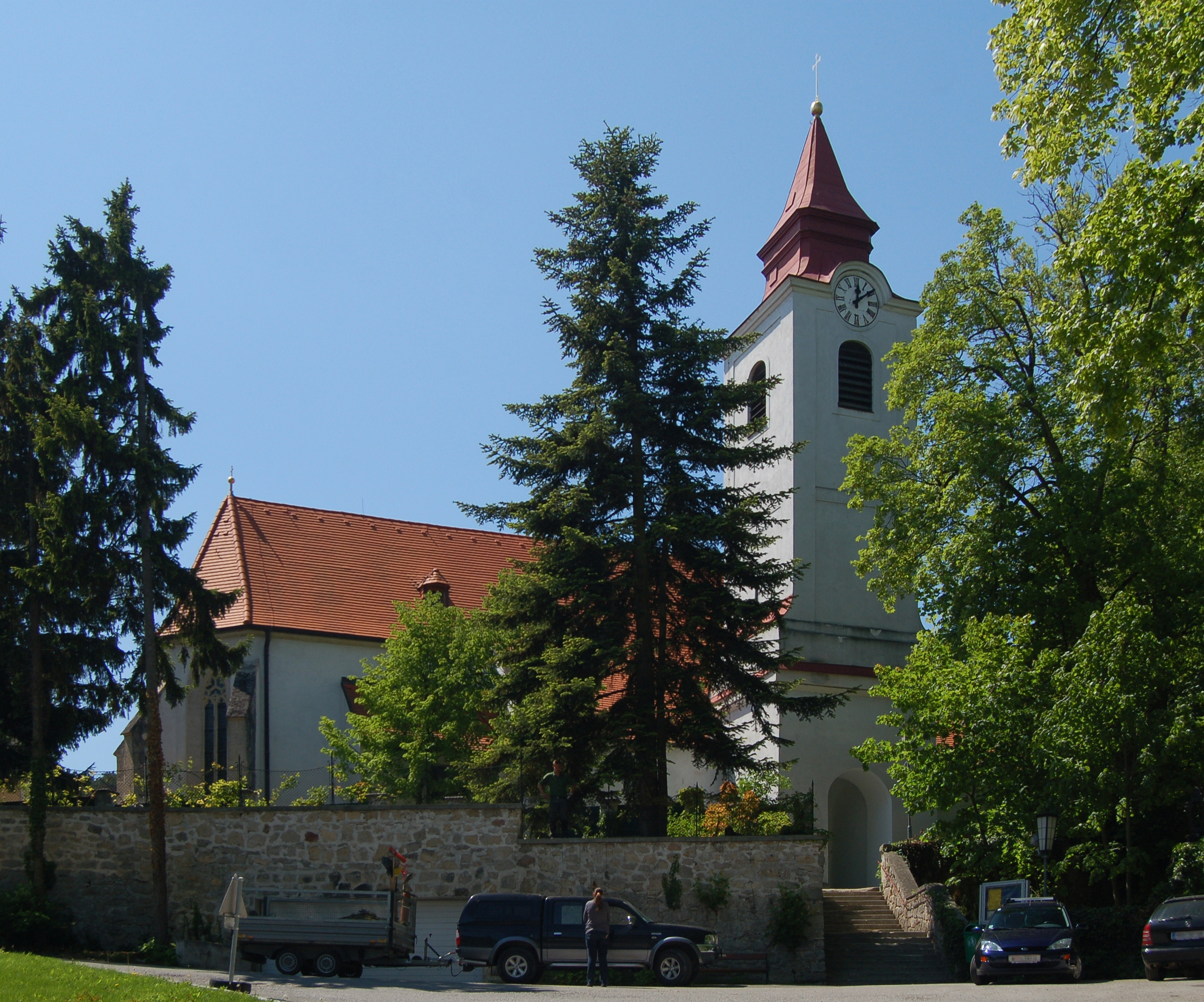
Farní kostel sv. Markéty v Enzesfeldu

Enzesfeld byl poprvé písemně zmíněn k roku 1130. Páni z Wallsee zde vystavěli hrad. V roce 1482 prosperující trhovou ves vyplenilo uherské vojsko Matyáše Korvína. Roku 1683 sem vpadli osmanští Turci.  V letech 1833–1883 se v lesní oblasti Jauling na hranici St. Veit an der Triesting a Kleinfeldu těžilo hnědé uhlí. Nyní je na tomto místě areál Enzesfeldského golfového klubu. Enzesfeld a Lindabrunn byly poprvé spojeny v letech 1850–1866.
V roce 1905 byla v Enzesfeldu založena hutní a zbrojní továrna  „Anton Keller Metallwerk und Munitionsfabrik“. 
V noci na 23. března 1944 při manipulaci s granáty došlo ke vznícení trinitrotoluenového prachu, což vedlo k explozi asi 20 tun TNT, tlaková vlna zničila závod a rozbila okenní tabulky v  celé oblasti Wiener Neustadtu. 
Těžba konglomerátu vápence a pískovce v lomu na východním okraji Lindabrunnu skončila, v současnosti  je zde sochařský park.

## Hospodářství
Obec má průmyslové podniky na výrobu nápojových plechovek, zpracování železného šrotu a další; průmyslový park se táhne územím až k  Leobersdorfu.

## Památky
- Zámek Enzesfeld - původně hrad s obytnou věží ze 14. století, mj.  jej držel Ludvík Tovar z Enzesfeldu, hofmistr krále Ferdinanda I.; objekt byl přestavěn na zámek Colloredů, později rodiny Montecuccoli a naposledy ve stylu historismu,  byl rezidencí rakouských Rothschildů;  nyní sídlo lesní správy
- Farní kostel sv. Markéty v Enzesfeldu - gotického původu
- Špitální kostel se špitálem  - jednolodní gotická stavba z roku 1396, upravovaná v baroku,  s erby Colloredů a Montecuccoli[2]
- Filiální kostel sv. Kateřiny v Lindabrunnu, se hřbitovem
- sochařský park v Lindabrunnu - vystavují se plastiky ze sochařských sympozií, konaných pravidelně v letech 1967-1997, nyní místo multikulturní slavnosti

## Osobnosti
- Ludvík Tovar z Enzesfeldu († 1597) – rakouský šlechtic, hofmistr císaře Ferdinanda I., náhrobek v katedrále sv. Víta v Praze
- Joseph Hilarius Eckhel (1737-1798) - rakouský jezuita a numismatik, katalogizoval vídeňské numismatické sbírky
- Curd Jürgens (1915-1982) - rakouský herec